# Helfta
Helfta ist ein Ortsteil der Lutherstadt Eisleben im Landkreis Mansfeld-Südharz in Sachsen-Anhalt. Der historische Ort existiert seit dem 9. Jahrhundert und ist auch durch das 1999 revitalisierte Kloster Helfta und dessen Bildungshaus bedeutsam.

## Geografie
Helfta liegt im Südosten der Lutherstadt Eisleben, an der Straße nach Halle (Saale), südlich des „3E-Gewerbegebietes“. Im Süden befindet sich der Hornburger Sattel und im Osten der Süße See.

## Geschichte

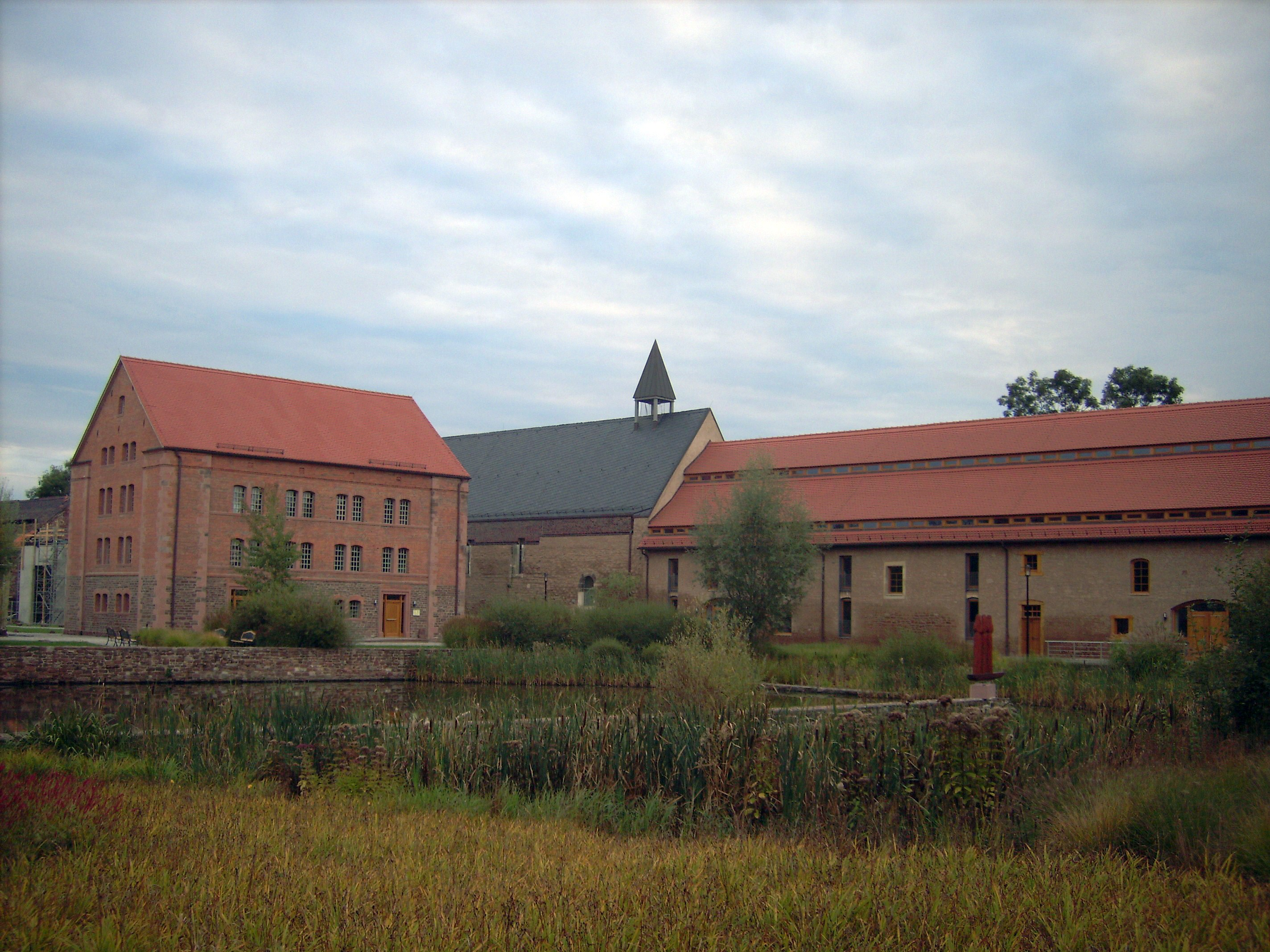
Kloster Helfta

In einem zwischen 881 und 899 entstandenen Verzeichnis der Zehnten des Klosters Hersfeld wird Helfta als zehntpflichtiger Ort Helpide im Friesenfeld erstmals urkundlich erwähnt. Helpidi wird 969 als villa in der Grafschaft Sigifrids im Hassegau bezeichnet. Gleichzeitig erwähnt wird die Burg Helfta als Helphideburc, die zur Königspfalz Helfta wurde. Die Grundmauern der vor 968 erbauten, nach der Reformation abgetragenen und um 2009 wiederentdeckten Radegundiskirche innerhalb der Königspfalz werden seit 2021 freigelegt. Bei den Ausgrabungen wurde mit dem Kindergrab von Helfta eine herrschaftliche Bestattung eines möglichen Angehörigen des Geschlechts der Ottonen entdeckt.
Von der Mitte des 13. bis zur Mitte des 14. Jahrhunderts befand sich im Ort das Kloster Helfta, das besondere Bekanntheit im Mittelalter erlangte. In ihm lebten bedeutende Mystikerinnen und Theologinnen ihrer Zeit. Das Kloster wurde nach der Reformation aufgelöst. Es gehört heute zur Straße der Romanik. 
Im Jahr 1641 kam der Ort durch Adam von Pfuel in den Besitz der Familie von Pfuel.
In der französischen Zeit (1807–1813) war der Ort Namensgeber und für den Kanton Helfta im Distrikt Halle des Departements der Saale im napoleonischen Königreich Westphalen. In den Jahren 1824 bis 1826 wurde die preußische Staatschaussee von Halle nach Nordhausen eröffnet, an der sich Helfta befand, und aus der die Fernstraße 80 – später Reichsstraße 80, dann erneut Fernstraße 80 und Bundesstraße 80, in Helfta heute Landesstraße 151 – wurde. Bis heute haben sich an der Halleschen Straße zwei Meilensteine erhalten (Viertelmeilenstein, Ganzmeilenobelisk), die unter Denkmalschutz stehen.
Am 13. April 1945 errichteten Einheiten der 1. US-Armee ein Kriegsgefangenenlager an der Nord- und Ostseite der Halde des Hermannsschachtes bei Helfta. Auf einer Fläche von etwa 80.000 m² wurden deutsche Soldaten und Zivilisten unter freiem Himmel interniert. Insgesamt befanden sich hier 90.000 Gefangene, davon etwa 22.000 – 50.000 zeitgleich. Circa 2.000 bis 3.000 von ihnen starben an den unmenschlichen Verhältnissen. Das Lager wurde am 23. Mai 1945 aufgelöst, die Gefangenen wurden in andere Städte gebracht. Die sterblichen Überreste der Verstorbenen konnten bis heute nicht gefunden werden. Am 20. Mai 1995 wurde im Gedenken an diese Menschen ein Kriegsgefangenen-Denkmal in Helfta aufgestellt und eingeweiht.

## Verkehr
Die Bundesstraße 80 und die Bundesstraße 180 führen auf der Ortsumfahrung Eisleben am Ort vorbei. Der Ort hatte einen Haltepunkt an der Bahnstrecke Halle–Hann. Münden.

## Persönlichkeiten
- Mechthild von Magdeburg (um 1207–1282), mittelalterliche Mystikerin im Kloster Helfta
- Gertrud von Hackeborn (1232–1292), Zisterzienserin und mittelalterliche Mystikerin im Kloster Helfta
- Mechthild von Hackeborn (1241–1299), Zisterzienserin und mittelalterliche Mystikerin im Kloster Helfta
- Gertrud von Helfta (1256–1301/02), Zisterzienserin und mittelalterliche Mystikerin im Kloster Helfta
- Willi Schober (* 1913, gestorben nach 1965), Fußballspieler und -trainer
- Kurt Böttger (1923–1993), DDR-Diplomat
- Detlef Herrmann (1944–2013), Bildhauer

## Sonstiges
Nahe den Kriegerdenkmälern in der Hauptstraße steht eine der ältesten Kornelkirschen Deutschlands. Sie ist über 9 m hoch bei einem Stammumfang von 1,80 m und wird auf ein Alter von 250 Jahren geschätzt. Ursprünglich stand das als Naturdenkmal geschützte Exemplar hinter dem Pfarrhaus der St.-Georgskirche, das aber um 1970 wegen Einsturzgefährdung abgebrochen wurde.